# Sonic Frontiers
Sonic Frontiers is een computerspel ontwikkeld door Sonic Team en uitgegeven door Sega voor de Switch, PlayStation 4, PlayStation 5, Xbox One, Xbox Series en Windows. Het actie- en platformspel is uitgekomen op 6 november 2022.

## Plot
Dr. Robotnik steelt de technologische plannen op de Starfall-eilanden, om zo zijn eigen robots sterker te maken. Tegelijkertijd upload Robotnik zijn eigen kunstmatige intelligentie in een portaal, en hij wordt meegesleept naar een andere dimensie, genaamd Cyber Space.
Sonic, Amy en Tails vernemen het nieuws over de vreemde gebeurtenissen op de eilanden en gaan op onderzoek uit. Amy en Tails worden meegezogen in een wormgat naar Cyber Space, waar ook Knuckles eerder werd opgesloten. Sonic weet te ontsnappen, maar aan hem de taak om uit te vinden wat er is gebeurd, de chaosdiamanten terug te krijgen, en de kwaadaardige robots te vernietigen, om zo zijn vrienden te redden.

## Gameplay
De gameplay van het spel bevat vele traditionele elementen, zoals het verzamelen van ringen, lange schaatsrails en platformen, en voegt voor het eerst in de serie een volledig open wereld toe.

## Ontvangst
| Recensiescore             | Recensiescore                                                   |
| Recensieverzamelaar       | Score                                                           |
| ------------------------- | --------------------------------------------------------------- |
| Metacritic                | 69/100 (NS) 75/100 (PC) 75/100 (PS4) 71/100 (PS5) 61/100 (XSXS) |
| Publicist                 | Score                                                           |
| Destructoid               | 7                                                               |
| Electronic Gaming Monthly | 7,5                                                             |
| Game Informer             | 7,8                                                             |
| GameSpot                  | 7                                                               |
| IGN                       | 7                                                               |
| Nintendo Life             | 4                                                               |

Sonic Frontiers ontving overwegend positieve recensies. Men prees het grafische gedeelte, het verhaal en de muziek. Kritiek was er op technische punten, zoals de besturing en het gevechtssysteem. Een half jaar na uitgave (mei 2023) was het spel inmiddels 3,5 miljoen keer verkocht.
Op Metacritic, een recensieverzamelaar, heeft het spel een gemiddelde score voor alle platforms van 70,2%.